# Acantúrids

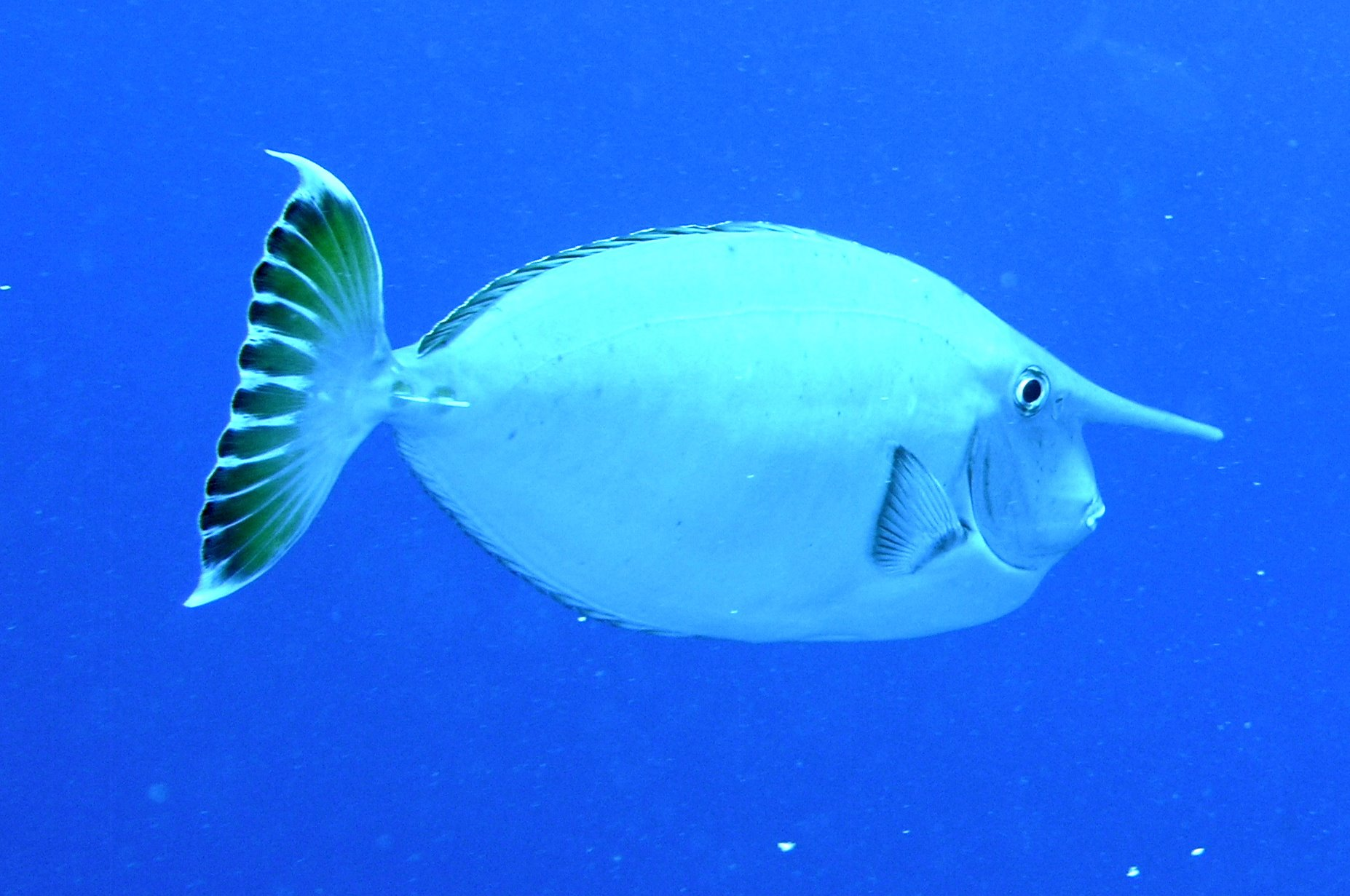
Naso annulatus

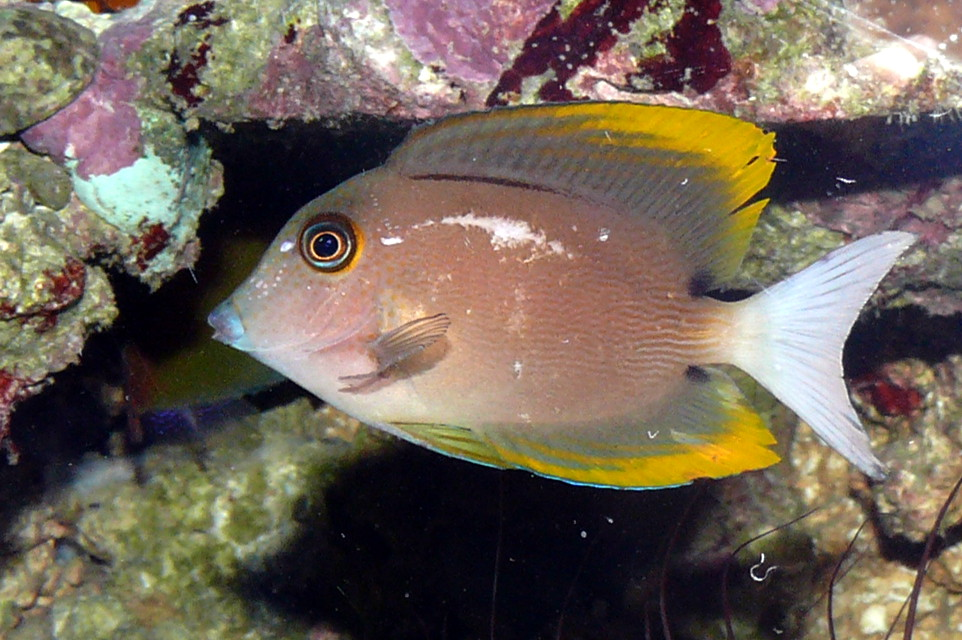
Ctenochaetus tominiensis

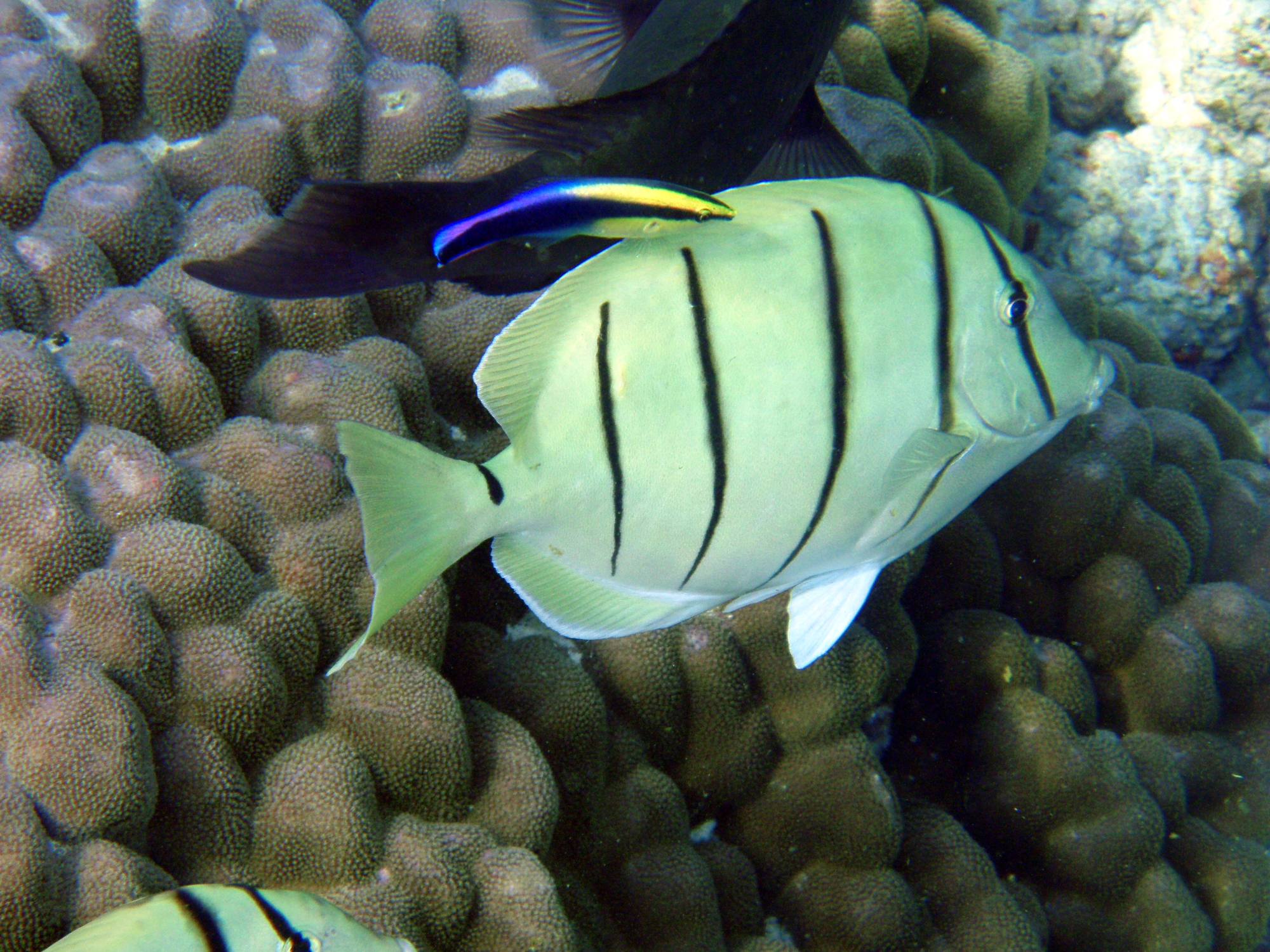
Acanthurus triostegus essent netejat per un Labroides phthirophagus.

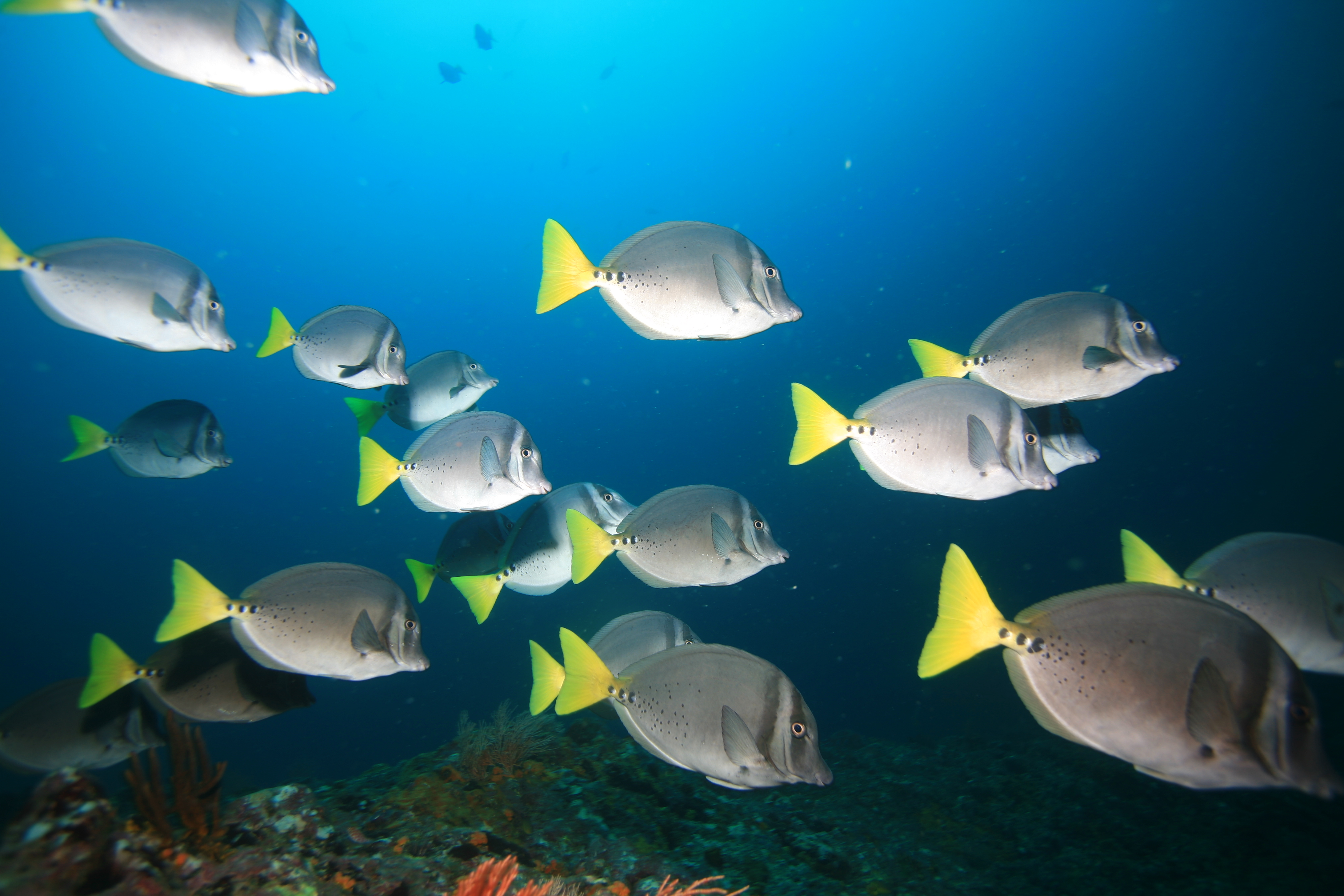
Prionurus laticlavius

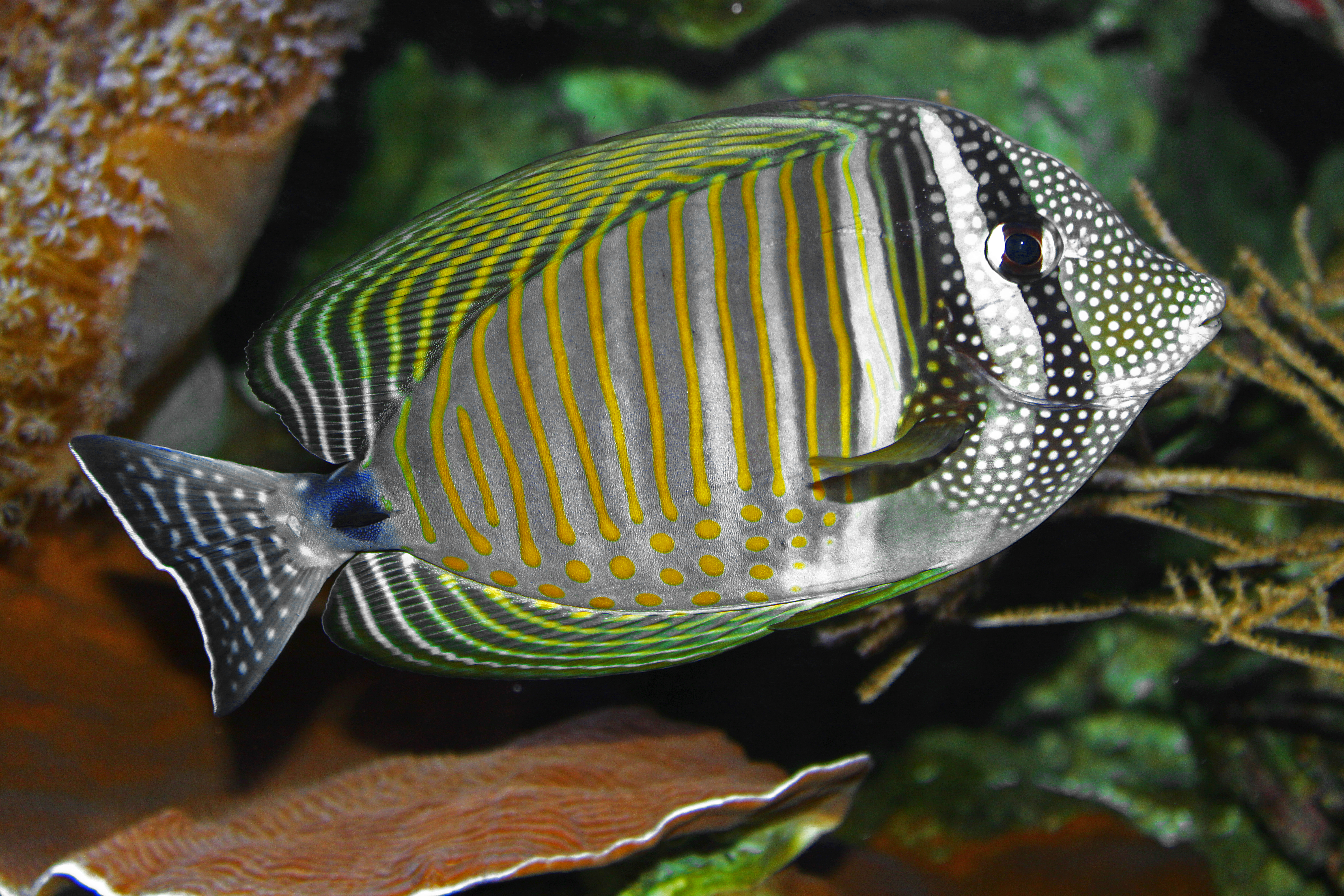
Zebrasoma desjardinii

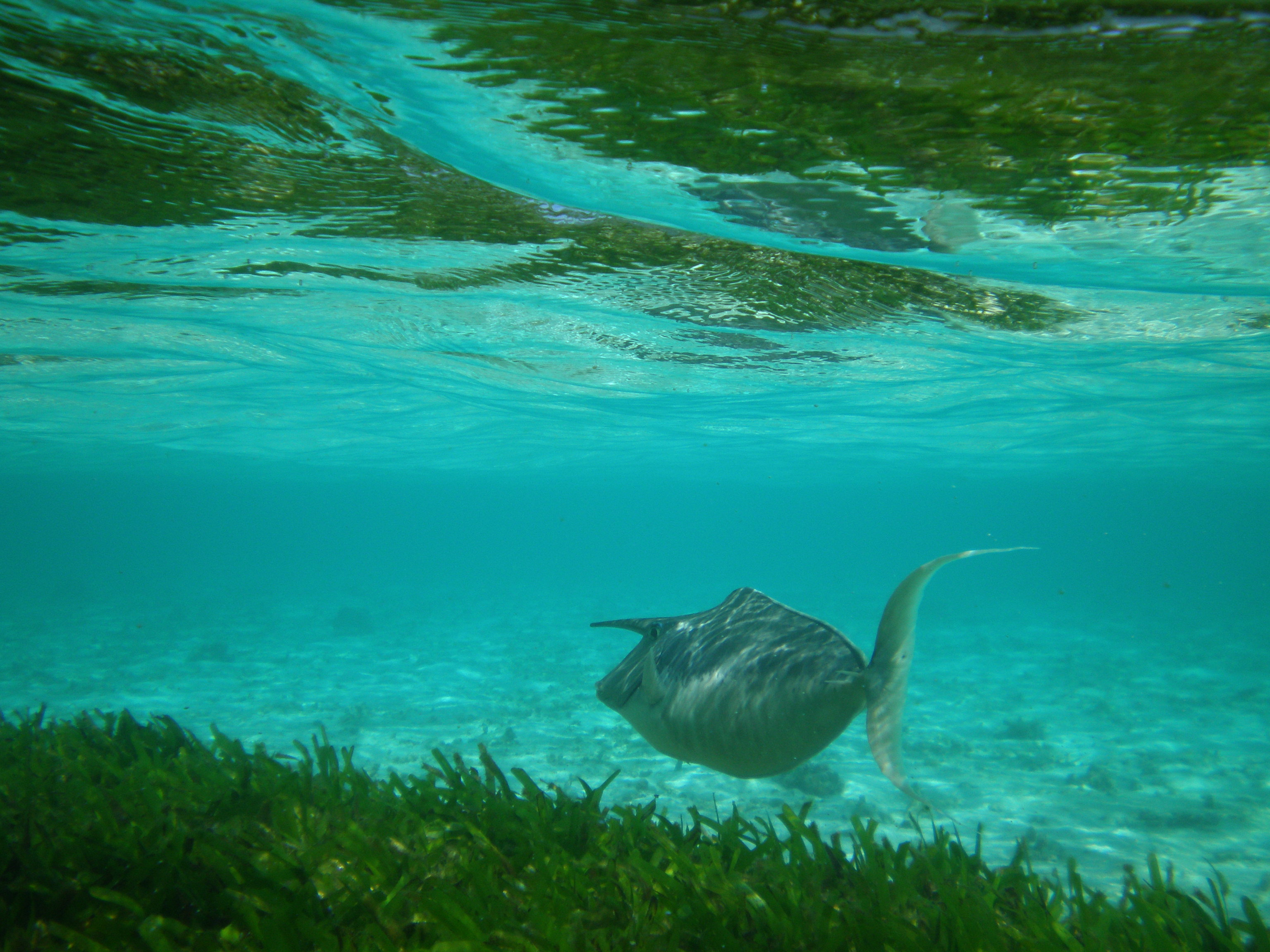
Naso brachycentron

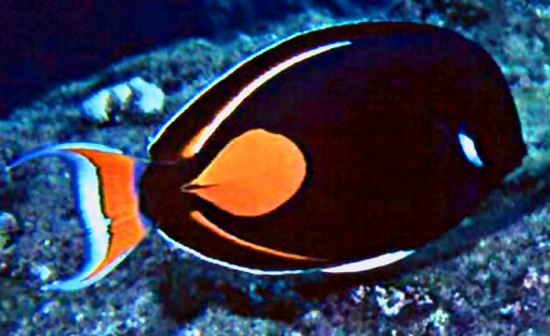
Acanthurus achilles

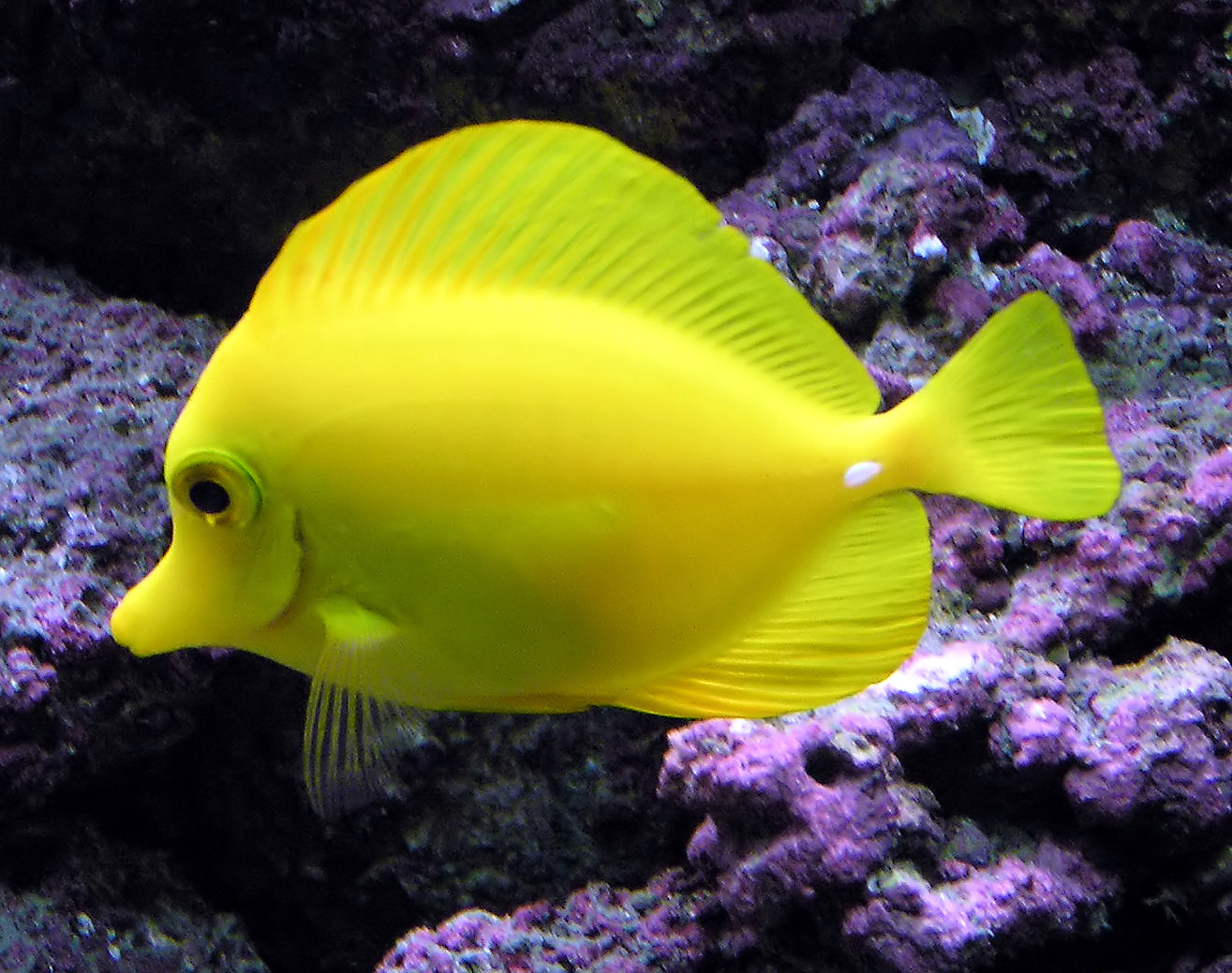
Zebrasoma flavescens

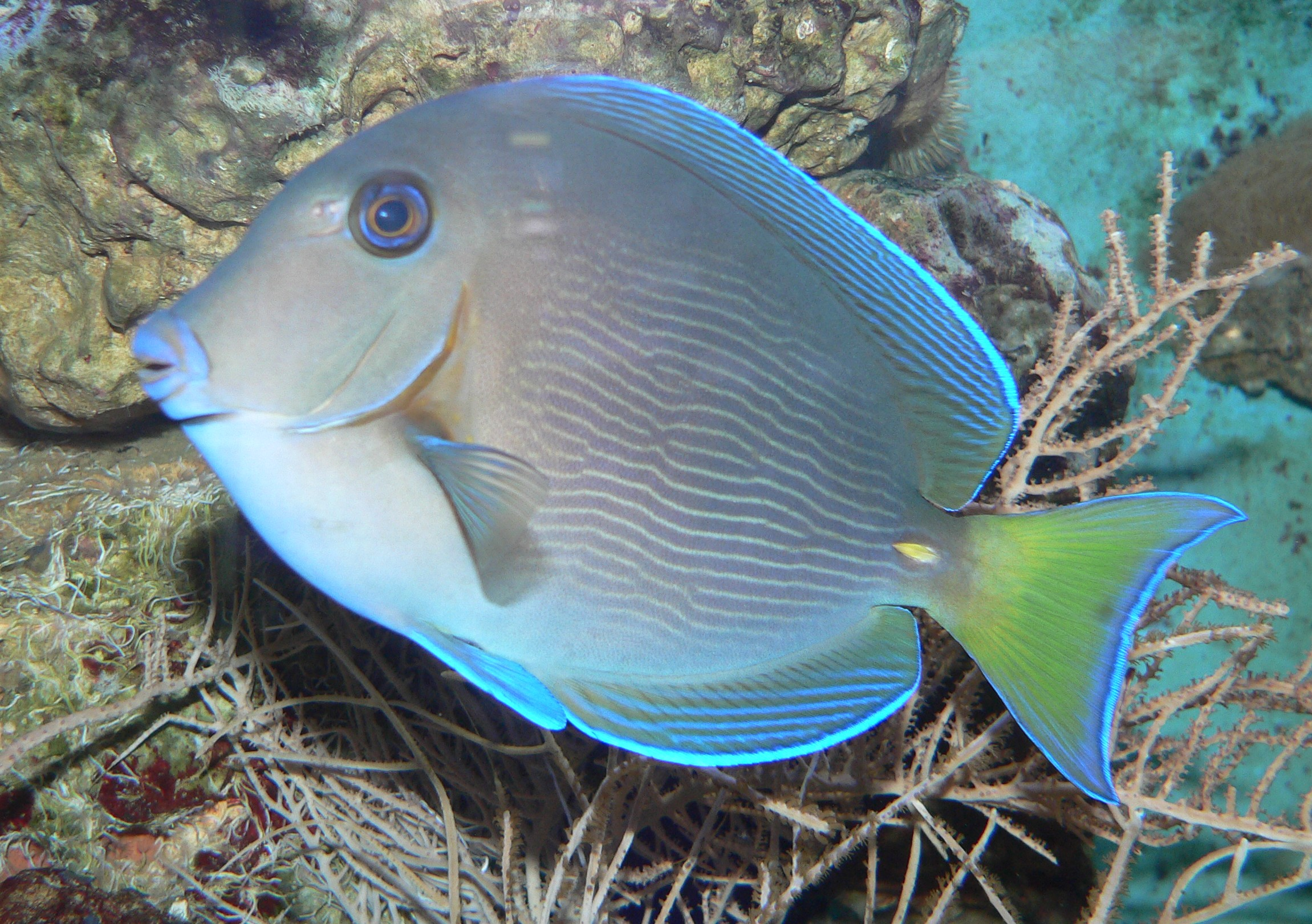
Ctenochaetus hawaiiensis

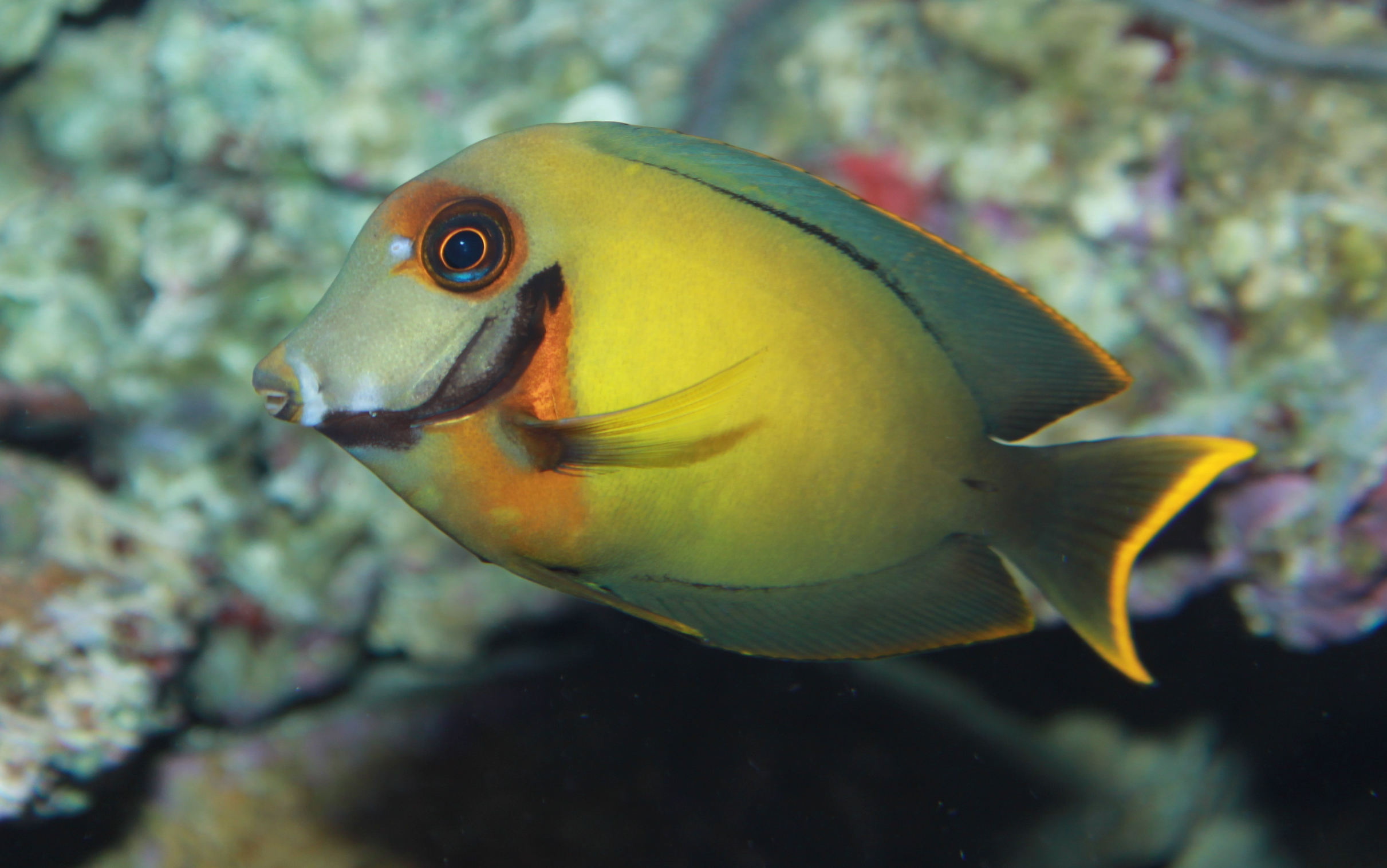
Acanthurus pyroferus

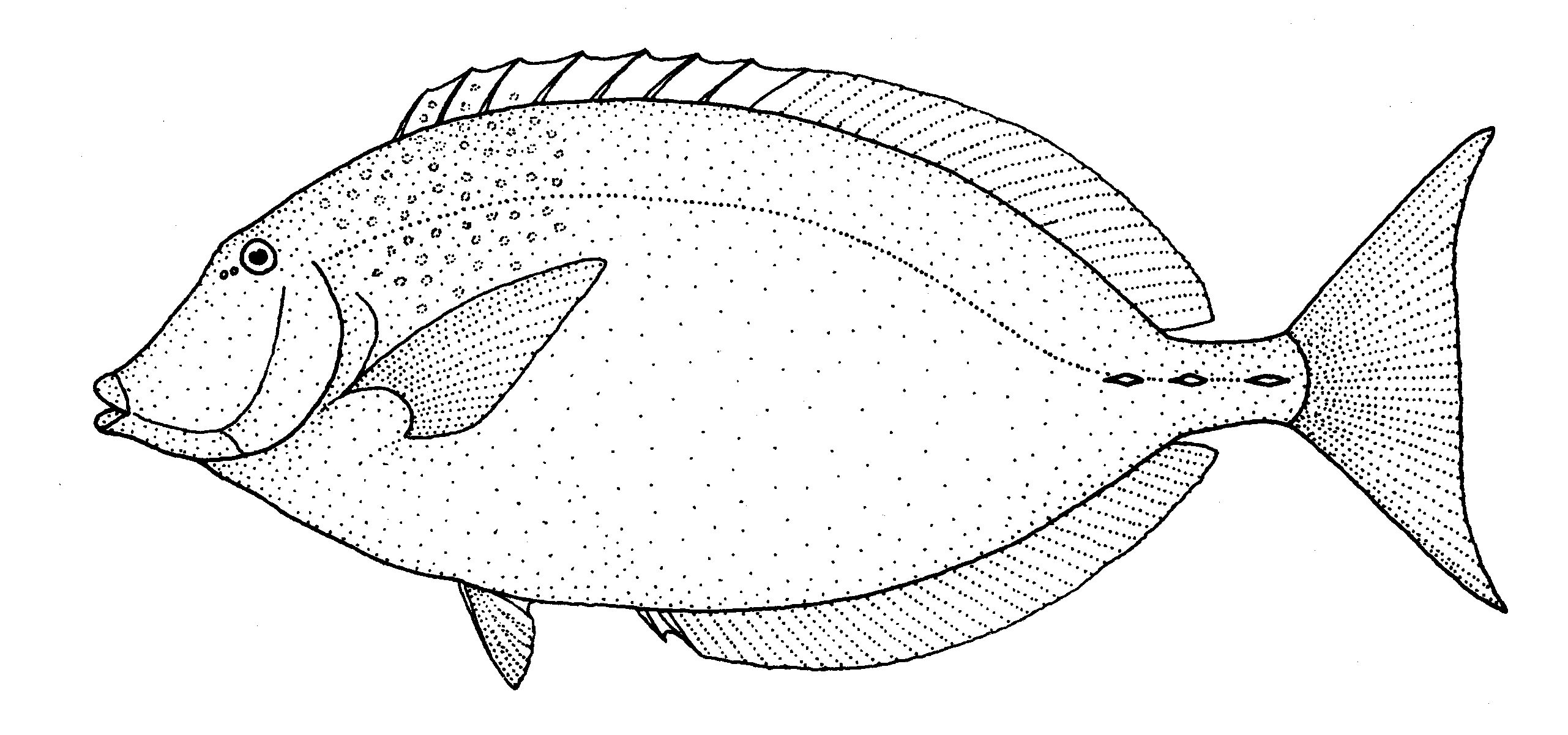
Prionurus maculatus

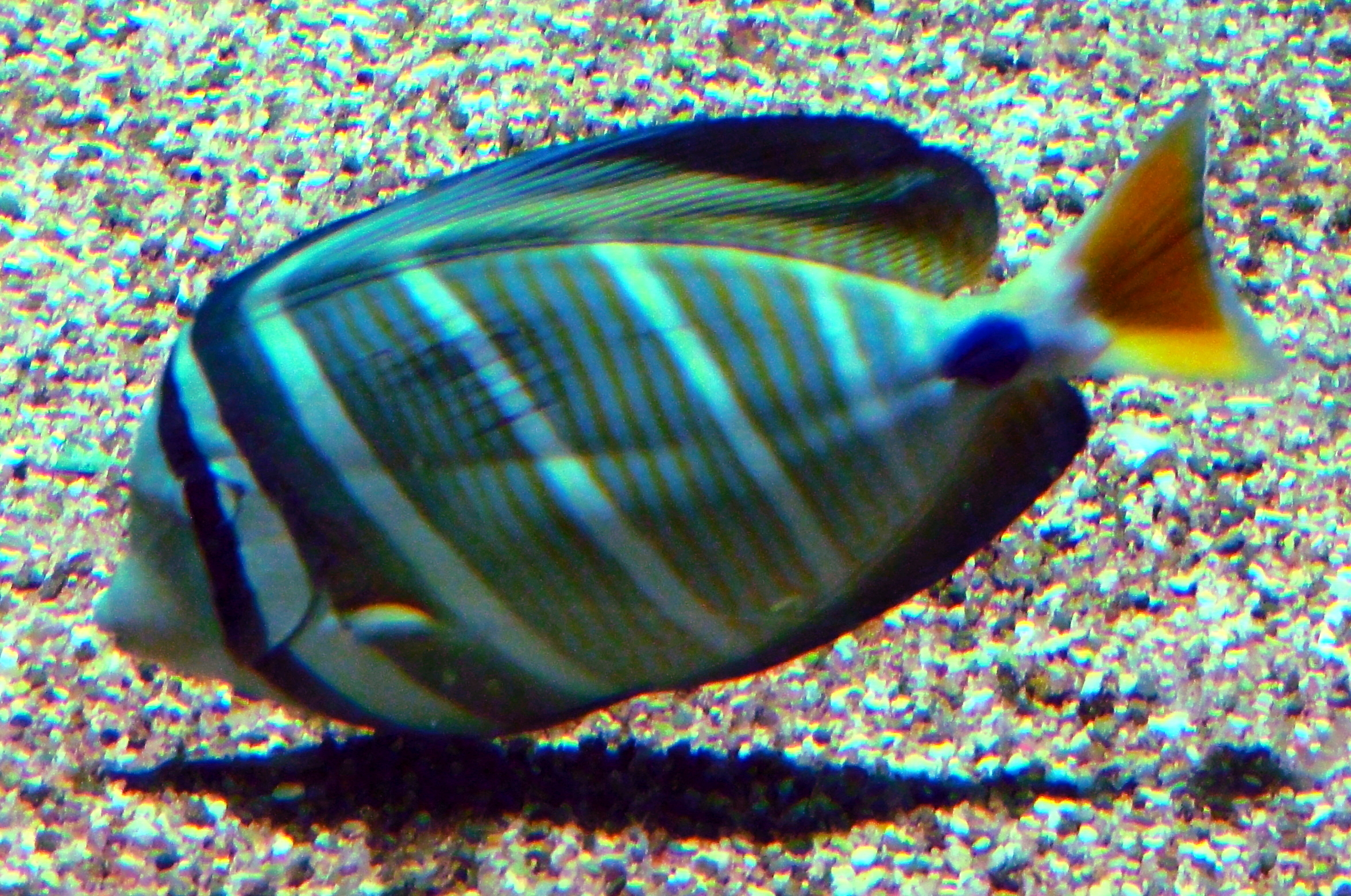
Zebrasoma veliferum

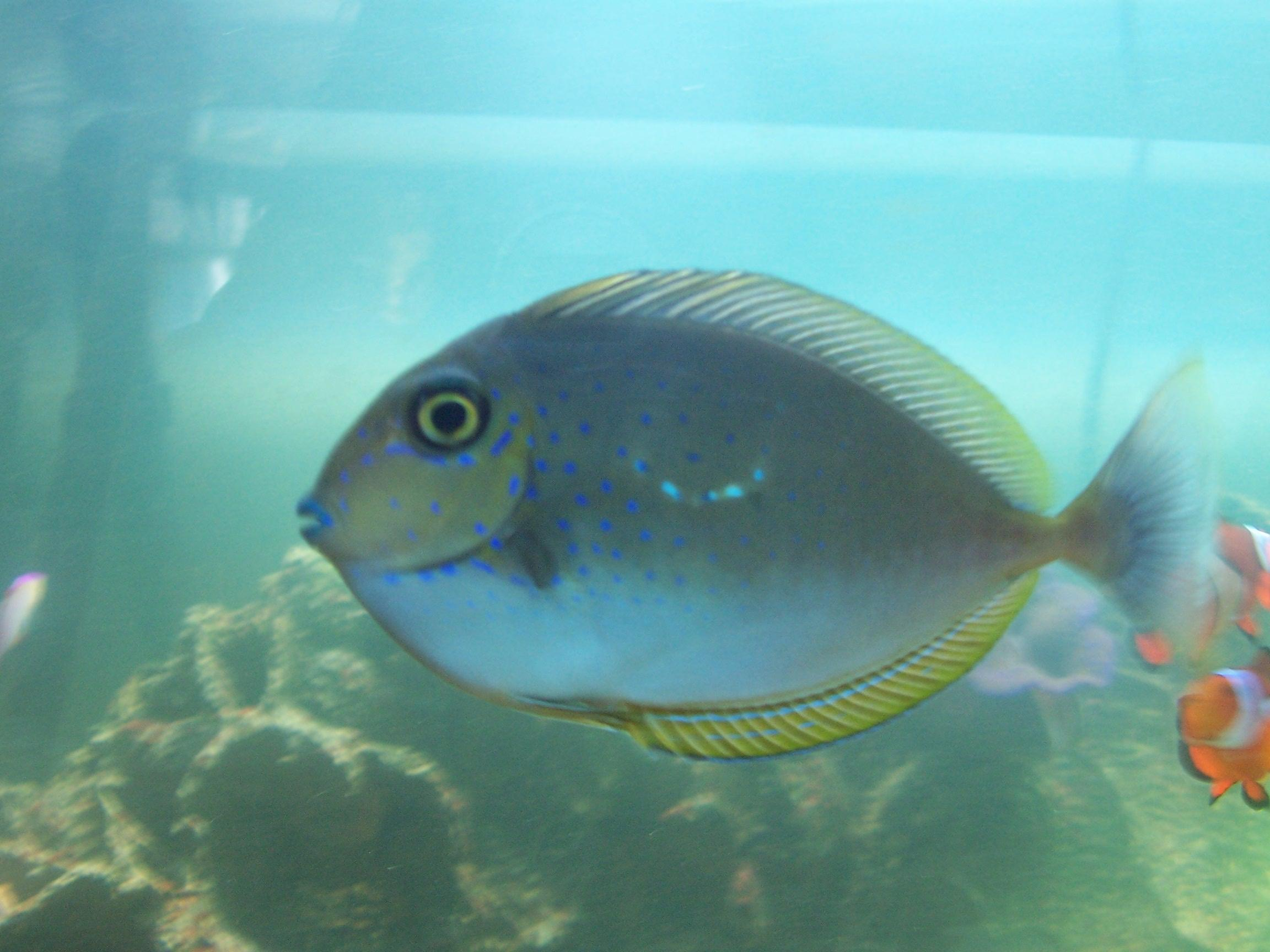
Naso vlamingii

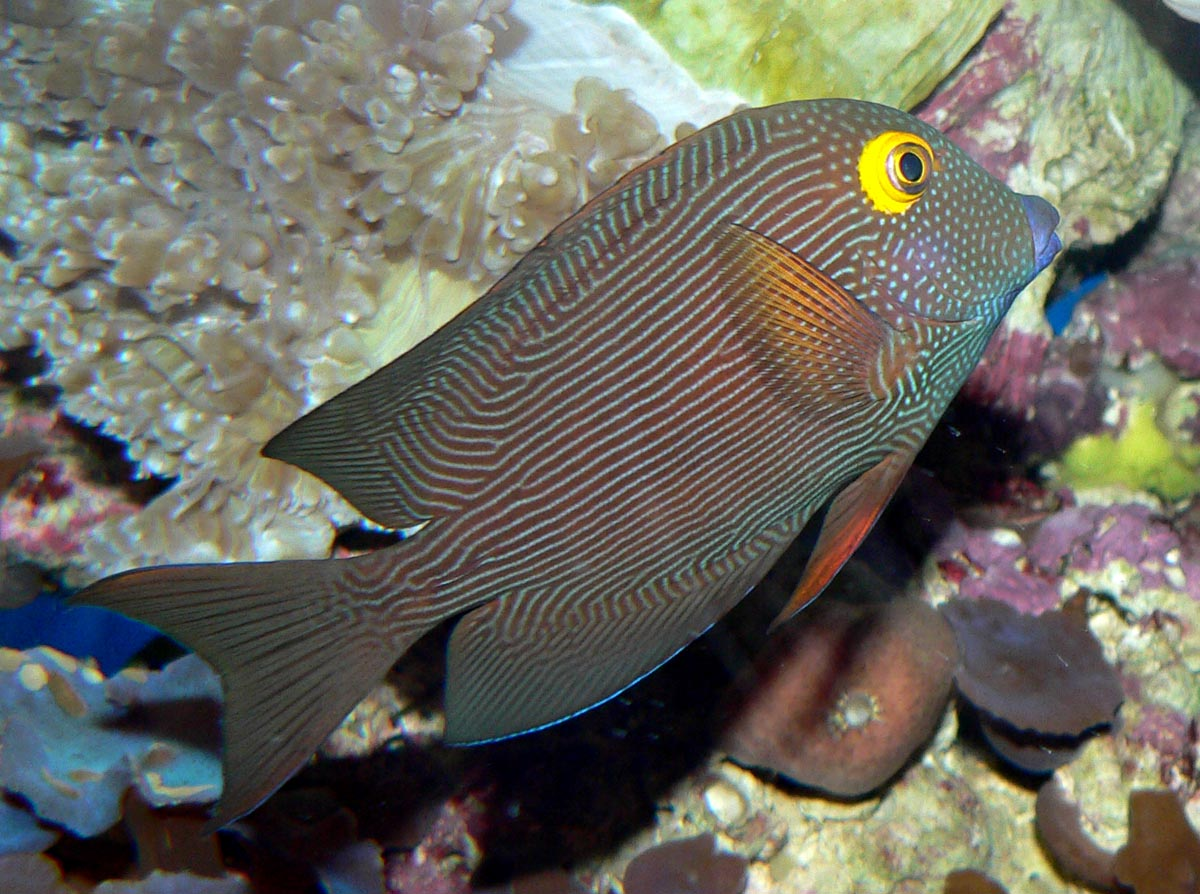
Ctenochaetus strigosus

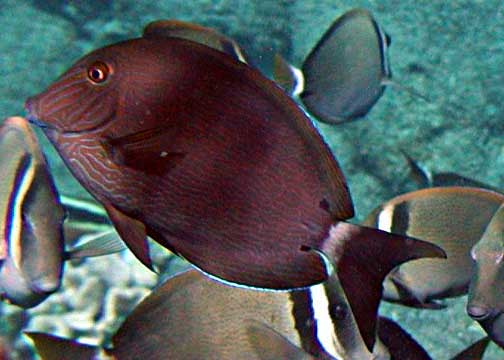
Acanthurus nigroris

Els acantúrids (Acanthuridae) són una família de peixos teleostis del subordre Acanthuroidei que inclou els peixos cirurgians, peixos rinoceronts i peixos unicorns.

## Etimologia
Del grec akantha (espina) i oura (cua).

## Descripció
- Normalment, són peixos de talla menuda, però alguns exemplars de l'espècie Naso annulatus poden arribar a fer fins a un metre de llargada.
- Tots tenen un cos comprimit.
- Ulls a dalt del cap.
- Una única aleta dorsal.
- Aletes pèlviques amb una espina.
- Escates molt petites.
- Boca petita i terminal amb una sola filera de dents.
- Moltes espècies del gènere Naso tenen una banya que els surt del front.[3]

## Reproducció
Són reproductors pelàgics.

## Alimentació
La majoria es nodreixen d'algues bentòniques gràcies al seu llarg intestí, mentre que d'altres mengen principalment zooplàncton o detritus.

## Distribució geogràfica
Es troba a l'Atlàntic (cinc espècies), el Pacífic i l'Índic.

## Observacions
Moltes de les seues espècies tenen colors brillants i són populars com a peixos d'aquari.

## Gèneres i espècies
- Acanthurus (Forsskål, 1775)[4]
  - Acanthurus achilles (Shaw, 1803)
  - Acanthurus albipectoralis (Allen & Ayling, 1987)
  - Acanthurus auranticavus (Randall, 1956)
  - Acanthurus bahianus (Castelnau, 1855)
  - Acanthurus bariene (Lesson, 1831)
  - Acanthurus blochii (Valenciennes, 1835)
  - Acanthurus chirurgus (Bloch, 1787)
  - Acanthurus chronixis (Randall, 1960)
  - Peix cirurgià blau del Carib (Acanthurus coeruleus) (Bloch & Schneider, 1801)
  - Acanthurus desjardinii (Bennett, 1836)
  - Acanthurus dussumieri (Valenciennes, 1835)
  - Acanthurus flavescens (Bennett, 1828)
  - Acanthurus fowleri (de Beaufort, 1951)
  - Acanthurus gahhm (Forsskål, 1775)
  - Acanthurus gemmatus (Valenciennes, 1835)
  - Acanthurus grammoptilus (Richardson, 1843)
  - Acanthurus guttatus (Forster, 1801)
  - Acanthurus japonicus (Schmidt, 1931)
  - Acanthurus leucocheilus (Herre, 1927)
  - Acanthurus leucopareius (Jenkins, 1903)
  - Acanthurus leucosternon (Bennett, 1833)
  - Acanthurus lineatus (Linnaeus, 1758)
  - Acanthurus maculiceps (Ahl, 1923)
  - Acanthurus marginatus (Valenciennes, 1835)
  - Acanthurus mata (Cuvier, 1829)
  - Acanthurus mindorensis (Herre, 1927)
  - Acanthurus monroviae (Steindachner, 1876)
  - Acanthurus nigricans (Linnaeus, 1758)
  - Acanthurus nigricauda (Duncker & Mohr, 1929)
  - Peix cirurgià bru (Acanthurus nigrofuscus) (Forsskål, 1775)
  - Acanthurus nigroris (Valenciennes, 1835)
  - Acanthurus nubilus (Fowler & Bean, 1929)
  - Peix cirurgià olivaci (Acanthurus olivaceus) (Bloch & Schneider, 1801)
  - Acanthurus polyzona (Bleeker, 1868)
  - Acanthurus pyroferus (Kittlitz, 1834)
  - Acanthurus randalli (Briggs & Caldwell, 1957)
  - Acanthurus reversus (Randall & Earle, 1999)
  - Acanthurus rostratus (Günther, 1875)
  - Acanthurus sohal (Forsskål, 1775)
  - Acanthurus striatus (Quoy & Gaimard, 1825)
  - Acanthurus strigosus (Bennett, 1828)
  - Acanthurus tennentii (Günther, 1861)
  - Acanthurus thompsoni (Fowler, 1923)
  - Acanthurus triostegus (Linnaeus, 1758)
  - Acanthurus tristis (Randall, 1993)
  - Acanthurus velifer (Bloch, 1795)
  - Acanthurus xanthopterus (Valenciennes, 1835)
  - Acanthurus xanthurus (Blyth, 1852)
- Ctenochaetus (Gill, 1884)[5]
  - Ctenochaetus binotatus (Randall, 1955)
  - Ctenochaetus cyanocheilus (Randall & Clements, 2001)
  - Ctenochaetus flavicauda (Fowler, 1938)
  - Ctenochaetus hawaiiensis (Randall, 1955)
  - Ctenochaetus marginatus (Valenciennes, 1835)
  - Ctenochaetus striatus (Quoy & Gaimard, 1825)
  - Ctenochaetus strigosus (Bennett, 1828)
  - Ctenochaetus tominiensis (Randall, 1955)
  - Ctenochaetus truncatus (Randall & Clements, 2001)
- Naso (Lacépède, 1801)[6]
  - Naso annulatus (Quoy & Gaimard, 1825)
  - Naso brachycentron (Valenciennes, 1835)
  - Naso brevirostris (Cuvier, 1829)
  - Naso caeruleacauda (Randall, 1994)
  - Naso caesius (Randall & Bell, 1992)
  - Naso elegans (Forster, 1801)
  - Naso fageni (Morrow, 1954)
  - Naso hexacanthus (Bleeker, 1855)
  - Naso lituratus (Forster, 1801)
  - Naso lopezi (Herre, 1927)
  - Naso maculatus (Randall & Struhsaker, 1981)
  - Naso mcdadei (Johnson, 2002)
  - Naso minor (Smith, 1966)
  - Naso reticulatus (Randall, 2001)
  - Naso thynnoides (Cuvier, 1829)
  - Naso tonganus (Valenciennes, 1835)
  - Naso tuberosus (Lacépède, 1801)
  - Naso unicornis (Forsskål, 1775)
  - Naso vlamingii (Valenciennes, 1835)
- Paracanthurus (Bleeker, 1863)[7]
  - Paracanthurus hepatus (Linnaeus, 1766)
- Prionurus (Lacépède, 1804)[8]
  - Prionurus biafraensis (Blache & Rossignol, 1961)
  - Prionurus chrysurus (Randall, 2001)
  - Prionurus laticlavius (Valenciennes, 1846)
  - Prionurus maculatus (Ogilby, 1887)
  - Prionurus microlepidotus (Lacépède, 1804)
  - Prionurus punctatus (Gill, 1862)
  - Prionurus scalprum (Valenciennes, 1835)
- Zebrasoma (Swainson, 1839)[9]
  - Zebrasoma desjardinii (Bennett, 1836)
  - Zebrasoma flavescens (Bennett, 1828)
  - Zebrasoma gemmatum (Valenciennes, 1835)
  - Zebrasoma rostratum (Günther, 1875)
  - Zebrasoma scopas (Cuvier, 1829)
  - Zebrasoma veliferum (Bloch, 1795)
  - Zebrasoma xanthurum (Blyth, 1852)